# نور تنها اینجا می‌تابد
نور تنها اینجا می‌تابد (به ژاپنی: そこのみにて光輝く Soko nomi nite hikari kagayaku) فیلمی در ژانر درام است که در سال ۲۰۱۴ اکران شد. از بازیگران آن می‌توان به گو آیانو، چیزورو ایکه واکی، ماساکی سودا، و کازویا تاکاهاشی اشاره کرد.